# Denis Dugas
Pour les articles homonymes, voir Dugas.
 (septembre 2018).
Si vous disposez d'ouvrages ou d'articles de référence ou si vous connaissez des sites web de qualité traitant du thème abordé ici, merci de compléter l'article en donnant les références utiles à sa vérifiabilité et en les liant à la section « Notes et références ».
Denis Dugas est un dessinateur, comédien, marionnettiste, scénariste français né le 15 mai 1941 à Lyon et mort le 15 septembre 2018 à Rennes,.

## Biographie

### Des débuts prometteurs
Après des études secondaires à Paris, Denis Dugas entame une formation universitaire artistique à l’âge de dix-huit ans en étant reçu au Concours de l'École Nationale Supérieure des Arts Décoratifs en mai 1959. En parallèle à cela, dès 1962, il avait suivi les cours de Denis d’Inès et de Tania Balachova pour façonner ses talents de comédien. En 1964, il devient comédien permanent dans la troupe de Marcelle Tassencourt au théâtre Montansier de Versailles où il jouera de nombreux rôles deux années durant.

### De la théorie à la pratique
Dès le milieu des années 1960, Denis Dugas met à profit ses connaissances et ses compétences en s’intéressant à de nombreux domaines. En 1966, il rencontre et travaille avec le sculpteur César sur ses célèbres « expansions », en compagnie de Louis Durot, un ingénieur chimiste. Cette première utilisation de la mousse de polyuréthane rigide et molle va consolider l’intérêt déjà croissant que Denis porte à l’emploi de la chimie dans son travail. Il utilisera d’ailleurs ce matériau en réalisant un stand au Salon du Cuir avec Jean-Luc Aubert, à la porte de Versailles, en 1967.

### Les premiers pas
En 1968, il associe ses talents d’animateur et de décorateur au Club Méditerranée en y créant un feuilleton quotidien pour distraire les vacanciers. Cette même année, il entame une carrière professorale en enseignant le dessin aux classes de 6e à la terminale. Enfin, la presse et l’édition accueillent les œuvres de Denis qui seront publiées dans différentes revues en France, comme en Angleterre et aux États-Unis.

### Une carrière diversifiée
Dès 1969, Denis Dugas devient créateur pour la télévision. Il entre notamment au Service de la Recherche de l’ORTF de Pierre Schaeffer dont il illustrera plusieurs livres et autres conférences. Cette période riche en rencontres lui permettra de se lancer dans le dessin animé avec Peter Földes et d’entamer une collaboration toujours actuelle avec Pierre Berloquin pour l’illustration des pages de ses livres de jeux. Cette fin des années 1970 le mènera également sur le tournage d’un film de Jacques Tati, Playtime, où Denis devait incarner la jeunesse rêveuse qui se reconnaît dans Monsieur Hulot. Denis Dugas dut pour cela apprendre, sous la direction du maître, à marcher en chaussant ses Clarks, comme M. Hulot ou Mon Oncle. Malheureusement, cette scène insolite sera coupée au montage.

### Les années 1970
Les années 1970 vont marquer un tournant dans la carrière de Denis Dugas. En 1970, il fait la rencontre de Jean Godement avec qui il collaborera à la conception de décor de théâtre au TOP (théâtre de l’Ouest parisien). L’année suivante, Denis Dugas conçoit les personnages de sa pièce de théâtre intitulée « Le petit Albert ». L’une des représentations, jouée au théâtre Cyrano, l’actuel théâtre de la Bastille, aura lieu sous les yeux de Christophe Izard, invité par Yves Brunier. À la suite du spectacle, débute une riche collaboration. En 1972, Denis Dugas développe la méthode dite des fuseaux qui consiste à créer des sphères parfaites en vue de fabriquer des marionnettes sans passer par de la sculpture classique de bloc de mousse. Pour L'Enfant et les Sortilèges, il va créer 19 personnages commandés par Yves Brunier, réalisés par une équipe de 7 personnes, dont Christian Griffoul, grâce à cette technique de mousse collée en coque : le chat, la théière, deux fauteuils, une tasse avec soucoupe, une chauve-souris, un écureuil…Il rencontre alors Yves Brunier qui appréciant le travail de Denis le sollicita pour créer une marionnette géante destinée à une version française de 1, rue Sésame. Denis Dugas imagine et dessine alors un dinosaure baptisé Plocus qui deviendra le héros du futur pilote produit par la COFCI et tourné pour la télévision, à la demande de Christophe Izard et qui plus tard deviendra Casimir.

### Les Visiteurs du mercredi
Après l’éclatement de l’ORTF, Christophe Izard rejoint l’équipe de TF1. Il y crée Les Visiteurs du mercredi, une émission hebdomadaire qui occupe toute l’après-midi de la première chaîne, pour le plus grand bonheur des enfants. Le concept veut que les programmes soient présentés par des marionnettes. La première saison offre l’antenne à Brok et Chnok, deux extraterrestres verts venus de la planète Pokalus. Denis Dugas y incarne Brok, un scientifique un peu bourru et Yves Brunier devient Chnok, un ami maladroit et gaffeur. Brok, Chnok et son animal nommé Shépiok, sont réalisés en mousse contrainte par Denis Dugas et son complice Jean Godement. Quelques mois plus tard, Denis Dugas donne vie à Pile et Glou avec Brutus, le petit dinosaure, qui présenteront eux aussi pour quelques semaines seulement, Les Visiteurs du mercredi. 

### Bonjour Gribouille… et les autres
Le succès de L'Île aux enfants la reconduit sur TF1, désormais produite par Christophe Izard. Denis Dugas propose alors un projet de séquence intercalaire qui est rapidement accepté. Bonjour Gribouille est ainsi produit par Belokapi et diffusé dès la rentrée 1976. Gribouille est un sympathique personnage qui réalise des dessins que son amie la voix lui demande. Les épisodes sont écrits par Denis Dugas qui est également réalisateur et marionnettiste. Au fil des épisodes, Gribouille devient une figure marquante de L'Île aux enfants, au même titre que Casimir ou Léonard le renard. Fort de ce succès, Denis Dugas créera deux autres séquences d’accompagnement : les petites voitures et Fido, Ludo et Robo. 

### Croque-Vacances
En 1979, Claude Pierrard fait appel à Denis Dugas pour la création d’une marionnette vedette qui présentera avec lui la nouvelle émission jeunesse de TF1. C’est ainsi qu’Isidore le lapin donnera la réplique à Claude Pierrard dans Croque-Vacances, de 1980 à 1989. Quelques années plus tard, Isidore accueillera sa copine Clémentine la lapine, toujours née des mains de Denis Dugas. 

### Les années 1980
Au début des années 1980, Denis Dugas met à profit ses connaissances scientifiques en écrivant les scénarios des Aventures électriques de Zeltron, dont il a la direction artistique. Il crée Voltix, une marionnette animée en bleu trucage pour « D 3 Mil », sur Antenne 2. 
Le talent de Denis Dugas sera souvent associé à de nombreuses publicités qui font appel à des marionnettes : le Schnokleux, Pépito le Mexicain, le raton-laveur de Mako… Entre 1972 et 1982, Denis Dugas a créé en tout 64 personnages en marionnettes.

### De l’animation à la production
De 1980 à 1994, Denis Dugas va orienter sa carrière vers la production. De sa rencontre avec Laurent Broomhead vont découler deux magazines scientifiques, diffusés successivement sur Antenne 2 : Objectif demain et Planète bleue. Denis Dugas effectuera la réalisation de plus de 40 dessins animés et autres montages en banc-titre de films pour ces émissions diffusées à 20h30 sur la deuxième chaîne. Denis Dugas devient le créateur et le gérant de PUBLIC-IMAGE, associé à Laurent Broomhead. Cette société d’événementiel et de vidéo d’entreprises va gérer et organiser en 14 ans plus de 150 conventions ainsi que scénariser et réaliser plus de 170 vidéos. 
Toujours très actif, Denis Dugas va, par la suite, de nouveau collaborer avec Pierre Berloquin, notamment pour la réalisation de CD-rom et d’un site Internet sur Compuserve. Il retrouve Jean Godement en 1999 pour la création d’un spectacle vivant de marionnettes intitulé Barbouille et les dessins vivants. C’est à cette époque que Denis Dugas partage sa passion pour la peinture en devenant professeur d’aquarelle.
En février 2009, Denis Dugas met en images sous forme de bandes dessinées le livre de Christine Schuhl intitulé Repérer et éviter les douces violences dans l'anodin du quotidien, paru chez Chronique sociale.
En 2010, il signe avec OSIBO Licensing une exclusivité pour le développement de nouveaux projets autour de son personnage Gribouille.
Il meurt le 15 septembre 2018 à Rennes, à l'âge de 77 ans. Son décès est annoncé sur son compte Facebook.